# 吉林工商学院
吉林工商学院是中华人民共和国的一所全日制本科公办省属普通高等学校，位于吉林省长春市九台区。

## 历史
2007年3月，吉林财税高等专科学校、吉林商业高等专科学校和吉林粮食高等专科学校合并为吉林工商学院。2014年9月吉林工商学院整体搬入新建的卡伦湖校区。

## 院系设置
设有14个教学单位，设置46个本科专业，15个专科专业
- 商学院：工商管理、人力资源管理、物流管理、市场营销、工程管理
- 工商学院：数据科学与大数据技术（创新实验班）、计算机科学与技术、电子信息工程、网络工程、通信工程、机械设计制造及其自动化、机械电子工程、物联网工程、过程装备与控制工程、人工智能
- 会计学院：会计学、财务管理、审计学、应用统计学
- 金融学院：金融学、金融科技、保险学、投资学（证券投资）
- 财税学院：财政学、税收学、资产评估
- 经贸学院：国际经济与贸易、经济学、电子商务
- 粮食学院：粮食工程、食品科学与工程、生物工程（粮食工业转化）、食品质量与安全、食品营养与检验教育、动物科学（动物营养与饲料工程）
- 外国语学院：英语、日语
- 传媒艺术学院：广告学、动画、网络与新媒体
- 旅游烹饪学院：旅游管理、酒店管理、烹饪与营养教育、会展经济与管理